# Mauro Di Maggio
Mauro Di Maggio (Roma, 21 gennaio 1977) è un cantautore italiano.

## Biografia
Già da piccolissimo inizia a scrivere canzoni, questa sua passione lo porta al conservatorio Santa Cecilia di Roma.
Nel 1996 partecipa a Sanremo Giovani con il brano Non so, e nel 1997 pubblica il primo omonimo album Mauro Di Maggio prodotto da Giancarlo Lucariello e Roberta Cassani.
Nel 2002 affianca Ambra Angiolini nella conduzione del programma radiofonico Musica Anarchica - La Notte Di Radio 2 di Rai Radio Due.
Nel 2003 passa dalla CGD alla Ricordi/Sony Bmg, e pubblica il singolo Il Tempo Va, promosso anche all'interno del programma di Fiorello Viva Radio 2.
Il 24 ottobre 2003 pubblica il suo secondo album Inogniforma, anticipato dal singolo Non ti voglio fermare, con cui arriva tra i primi posti delle classifiche di vendita e nell'airplay radiofonico.
Il 19 maggio 2004 apre l'unico concerto italiano di Britney Spears al Forum di Assago.
Il 26 maggio 2006 pubblica il suo terzo album, che prende il nome dal primo singolo, Amore di ogni mia avventura.
Nel maggio 2007 scrive L'amore è una bombola di gas per Ron, mentre nell'aprile 2008 partecipa alla colonna sonora del film Chi nasce tondo di Alessandro Valori con Valerio Mastandrea.
Nell'aprile 2008 Mauro scrive le sigle Voglia Questa Voglia, e Tunga Tunga Sotto La Doccia, cantate da Ambra Angiolini nel programma Stasera Niente Mtv, da lei stessa condotto.
Nel maggio 2011 collabora con gli Zero Assoluto agli arrangiamenti del brano Un giorno normale.
Nel 2012 Mara Maionchi gli commissiona la scrittura del brano La lontananza cantato da Antonino Spadaccino, vincitore del talent show Amici di Maria De Filippi.
Nel Gennaio 2018 compone, arrangia e produce le musiche dello spettacolo teatrale Piccoli Crimini Coniugali di e con Michele Placido.
Nel Maggio 2018 compone, arrangia e produce le musiche dello spettacolo teatrale Balkan Burger di Stefano Massini con Ambra Angiolini.
Nell'autunno 2019 interpreta in qualità di attore, un giovane Renato Zero ai suoi esordi, all'interno del video Zero Il Folle.
Nel Gennaio 2020 compone arrangia e produce le musiche dello spettacolo teatrale “Il Nodo” Regia Serena Sinigaglia con Ambra Angiolini e Ludovica Modugno.
Nel Giugno 2020 pubblica “A Love So Beautiful”.
Una celebre e romantica canzone di Roy Orbison che Mauro Di Maggio reinterpreta in chiave intima, moderna ed emozionale.
Nel dicembre 2020, a distanza di più di vent’anni dalla partecipazione a Sanremo Giovani, pubblica la nuova versione del suo brano del Festival: Non So.
Nel Febbraio 2021 pubblica la nuova canzone inedita Seconda Vita.
Il brano farà parte della colonna sonora di “Due fantasmi di troppo”, film del duo comico Nunzio e Paolo. Nel cast anche Enrica Guidi, Carlotta Rondana, Enzo Salvi, Maurizio Mattioli, Emanuela Damasio, Carla Carfagna e il famoso barzellettiere Geppo.
Nel Giugno 2021 pubblica la nuova canzone inedita, Martina Oro e Vitamina.
Dal 26 Novembre 2021 nelle Radio e negli Store Digitali la nuova canzone inedita, Oceano Senza Fine.
Dal Novembre 2021 la nuova stagione teatrale de “Il Nodo” Regia Serena Sinigaglia con Ambra Angiolini e Arianna Scommegna.
Dal 25 Marzo 2022 nelle Radio e negli Store Digitali la nuova canzone inedita, Senza Stelle e Senza Luna.
Dal 30 Settembre 2022 nelle Radio e negli Store Digitali la nuova canzone inedita, Davanti a Me.
Dal 16 Dicembre 2022 nelle Radio e negli Store Digitali il nuovo brano inedito, Corri Veloce Little Boy,
la nuova canzone di Mauro Di Maggio dedicata ai bambini.
Nell’ottobre 2024 compone e realizza le musiche del cortometraggio “Nina” di Arianna Mattioli con Anna Ferzetti e Lorenzo Lavia, Prodotto da Goldenart e Wellsee, presentato nella 22ª edizione di Alice nella Città.
L’11 Ottobre 2024 pubblica l’inedito “Avvelenato”, supportato da un video intenso prodotto da Vittoria Waves Production, realizzato da Borotalco (regia di Giulio Cannata) che ha avuto un importante riscontro nelle TV italiane.
Dal 27 Giugno 2025 nelle Radio, in Streaming e negli Store Digitali la nuova versione della canzone Surf Nelle Vene, accompagnata da un video prodotto da Vittoria Waves Production, realizzato da BadBoss Production con la regia di Daniele Tofani.

## Discografia

### Album
- 1997 - Mauro Di Maggio
- 2003 - Inogniforma
- 2006 - Amore di ogni mia avventura

### Singoli
- 2002 - Il Tempo Va
- 2003 - Non ti voglio fermare
- 2004 - Questo mai
- 2004 - Surf nelle vene
- 2006 - Amore di ogni mia avventura
- 2006 - Hai le mani che odorano di aglio
- 2020 - A Love So Beautiful (Cover)
- 2020 - Non So (New Version) - (single)
- 2021 - Seconda Vita - (single)
- 2021 - Martina Oro e Vitamina - (single)
- 2021 - Oceano Senza Fine - (single)
- 2022 - Senza Stelle e Senza Luna - (single)
- 2022 - Davanti a Me - (single)
- 2022 - Corri Veloce Little Boy - (single)
- 2024 - Avvelenato - (single)
- 2025 - Surf Nelle Vene (Alternative Version) - (single)